# Jeff Wayne
Jeff Wayne (* 1. července 1943) je americký hudební skladatel a hudební producent. Narodil se v USA, v dětství strávil čtyři roky v Anglii, ale později se vrátil do rodné země. Do Spojeného království se v dospělosti vrátil a usadil se zde. Je autorem několika tisíc reklamních znělek. Dále skládal znělky televizních pořadů, ale také písně. V roce 1978 vydal album Jeff Wayne's Musical Version of The War of the Worlds, které je adaptací Války světů od H. G. Wellse. V roce 2012 na album navázala deska Jeff Wayne's Musical Version of The War of the Worlds – The New Generation. V roce 1992 vydal album Jeff Wayne's Musical Version of Spartacus – opět jde o konceptuální album, tentokrát vyprávějící příběh Spartaka. Coby producent se podílel například na desce Rock On (1973) zpěváka Davida Essexe.